# Ждјар на Орлици
Ждјар на Орлици (чеш. Žďár nad Orlicí) је насељено мјесто са административним статусом сеоске општине (чеш. obec) у округу Рихнов на Књежној, у Краловехрадечком крају, Чешка Република.

## Становништво
Према подацима о броју становника из 2014. године насеље је имало 483 становника.